# Два воина
«Два воина» (иер. трад. 太極張三豐, упр. 太极张三丰, кант.-рус.: Тхай кик Чён Сам Фун) — гонконгский художественный фильм с Джетом Ли в главной роли.

## Сюжет
Куаньпоу и Тхиньпоу — монахи монастыря Шаолинь, изучающие там боевые искусства. Их обоих выгоняют оттуда, после того как Тхиньпоу чуть не убил своего соперника по поединку, узнав что тот жульничал. Во время ухода их учитель даёт ребятам советы по поводу того, чем им заниматься дальше. Тем временем банда оруженосцев отбирает деньги у хозяина магазина. Женщина по имени Мисс Ли крадёт деньги и возвращает их владельцу магазина. Заметив пропажу денег, бандиты затевают драку с Ли. Численное превосходство играет на руку бандитам, но приходит Куаньпоу и побеждает банду. Силы армии приходят, чтобы остановить драку, поэтому трое сбегают во избежание ареста. В тот момент по городу проходит евнух-губернатор, издеваясь над местными жителями. Тхиньпоу понимает, что хочет быть богатым и сильным как губернатор, но Мисс Ли говорит ему, что у него «сердце гадюки», и интересуется, сможет ли он справиться с этой силой. Затем Ли отводит друзей в трактир поесть.
Там они сталкиваются с женщиной по имени Сиулинь. Она ищет своего мужа, изредка играя на саньсяне, подаренном супругом. Она находит мужа трактире, видя, что он стал супругом племянницы губернатора. Племянница затевает драку с Сиулинь: их силы равны до тех пор, пока муж не бьёт Сиулинь по голове. Куаньпоу помогает Сиулинь, защищая её от бывшего мужа и телохранителей племянницы губернатора.
На следующий день, когда двое друзей зарабатывают деньги, используя свои навыки в боевых искусствах, второй заместитель командира отмечает боевые способности Тхиньпоу и его рвение льстить властям. Заместитель предлагает ему присоединиться к армии, на что тот сразу соглашается, а Куаньпоу отклоняет это предложение, поэтому пути бывших шаолиньских учеников расходятся. Позже группа солдат приходит в трактир собирать налоги (выросшие из-за губернатора), но Куаньпоу и повстанцы (которые обокрали губернатора и отдали украденное бедным) дерутся и убивают их одного за другим. Один из выживших докладывает своему начальству о повстанцах и Куаньпоу. Рассказав о местонахождении повстанцев, солдат погибает от рук Тхиньпоу. Куаньпоу получает предупреждение держаться подальше от повстанцев, поскольку из-за них у него могут возникнуть проблемы. Теперь, зная, где находятся бунтари, Тхиньпоу не упускает возможность продвинуться по службе: он устраивает ловушку для Куаньпоу и повстанцев, сообщая им, когда будет лучшее время для нападения.
Куаньпоу и Сиулинь собирают всех противников власти с округи и идут в лагерь Тхиньпоу (попав в ловушку Тхиньпоу). В результате столкновения большинство бунтарей погибает. Тхиньпоу берёт в плен Мисс Ли и Сиулинь. В конце концов в живых остаются лишь Куаньпоу и несколько повстанцев.
Губернатор даёт Тхиньпоу звание лейтенанта. Используя свои новые полномочия, лейтенант убивает Мисс Ли, а Сиулинь использует как приманку для того, чтобы переманить Куаньпоу на сторону армии. Однако, план не срабатывает, и Куаньпоу спасает пленницу. Из-за предательства друга Куаньпоу сходит с ума в течение нескольких дней. Укрываясь в деревни вместе с Сиулинь, Куаньпоу прозревает, что приводит к восстановлению его психического состояния и созданию боевого искусства тайцзицюань.
Во время путешествия губернатора в Пекин на встречу с императрицей он натыкается на Куаньпоу и Сиулинь, которая побеждает его племянницу и телохранителей. Взяв губернатора в качестве заложника, они направляются в лагерь требуют от Тхиньпоу отказаться от власти и богатств, но тот отказывается и начинает драться, полагая, что Куаньпоу ему не ровня. К удивлению Тхиньпоу, его противник теперь использует ранее неизвестный стиль тайцзицюань, помогающий с лёгкостью отражать атаки Тхиньпоу. В поисках преимущества, Тхиньпоу убивает губернатора, чтобы получить полный контроль над войсками. Вмешивается Сиулинь и убеждает солдат не слушать Тхиньпоу, поскольку тот предал своего начальника, в результате чего те отступают и оставляют соперников один на один. Тхиньпоу терпит поражение и погибает, не желая признать свой провал.
Куаньпоу возвращается в монастырь, где открывает собственную школу, чтобы обучать своему стилю.

## В ролях
- Джет Ли — Чён Куаньпоу (Чён Самфун)
- Мишель Йео — Сиулинь
- Чинь Сиухоу[кит.] — Тун Тхиньпоу
- Фенни Юнь[кит.] — Мисс Ли
- Юнь Чхёнъянь[кит.] — монах Лин
- Лау Сёнь[кит.] — Кау Юнь[кит.]
- Юй Хай — первое лицо зала архатов

## Номинации
В 1993 году на 30-м кинофестивале Golden Horse картина была номинирована в категориях «Лучшая хореография боевых сцен» (Юнь Вопхин, Юнь Чхёнъянь, Кук Хиньчиу) и «Лучший монтаж» (Энджи Лам).